# Comté de Morgan (Illinois)
Pour les articles homonymes, voir Morgan et Comté de Morgan.
Le comté de Morgan est un comté situé dans l'État de l'Illinois, aux États-Unis. En 2000, sa population est de 36 616 habitants. Son siège est Jacksonville.